# Karoline Ekse Jenssen
Karoline Ekse Jenssen (1994) è un'ex sciatrice alpina norvegese.

## Biografia
Attiva in gare FIS dal novembre del 2009, in Coppa Europa la Jenssen esordì il 26 novembre 2012 a Vemdalen in slalom speciale (47ª), ottenne il miglior piazzamento il 1º dicembre dello stesso anno a Kvitfjell in supercombinata (43ª) e disputò l'ultima gara pochi giorni dopo, il 5 dicembre a Trysil in slalom gigante, senza completare la prova. Si ritirò al termine della stagione 2012-2013 e la sua ultima gara fu uno slalom speciale FIS disputato a Hemsedal il 21 aprile, chiuso dalla Jenssen al 22º posto; in carriera non debuttò in Coppa del Mondo né prese parte a rassegne olimpiche o iridate.

## Palmarès

### Campionati norvegesi
- 1 argento (supercombinata nel 2011)